# بریسبین (کالیفرنیا)
بریسبین (به انگلیسی: Brisbane) شهری در شهرستان سن ماتئو ایالت کالیفرنیا است که در سرشماری سال ۲۰۱۰ میلادی، ۴۲۸۲ نفر جمعیت داشته است.